# Feltham and Heston (circonscription britannique)
Circonscription parlementaire de la Chambre des communes
La circonscription de Feltham et Heston est une circonscription électorale anglaise située dans le Grand Londres, et représentée à la Chambre des communes du Parlement britannique depuis 2011 par Seema Malhotra du Parti travailliste.

## Géographie
La circonscription comprend :
- La partie ouest du borough londonien de Hounslow
- Les quartiers de Bedfont, Cranford (est), Feltham, Hanworth, Heston et Hounslow (ouest)

## Députés
Les Members of Parliament (MPs) de la circonscription sont :
| Législature                                                 | Années       | Député         | Député         | Parti        |
| ----------------------------------------------------------- | ------------ | -------------- | -------------- | ------------ |
| Feltham and Heston issue de Feltham et Heston and Isleworth |              |                |                |              |
| 46e                                                         | 1974–1974    |                | Russell Kerr   | Travailliste |
| 47e                                                         | 1974–1979    |                | Russell Kerr   | Travailliste |
| 48e                                                         | 1979–1983    |                | Russell Kerr   | Travailliste |
| 49e                                                         | 1983–1987    |                | Patrick Ground | Conservateur |
| 50e                                                         | 1987–1992    |                | Patrick Ground | Conservateur |
| 51e                                                         | 1992–1997    |                | Alan Keen      | Travailliste |
| 52e                                                         | 1997–2001    |                | Alan Keen      | Travailliste |
| 53e                                                         | 2001–2005    |                | Alan Keen      | Travailliste |
| 54e                                                         | 2005–2010    |                | Alan Keen      | Travailliste |
| 55e                                                         | 2010–2011    |                | Alan Keen      | Travailliste |
| 55e                                                         | 2011-2015    | Seema Malhotra |                | Travailliste |
| 56e                                                         | 2015–2017    | Seema Malhotra |                | Travailliste |
| 57e                                                         | 2017–2019    | Seema Malhotra |                | Travailliste |
| 58e                                                         | 2019–Présent | Seema Malhotra |                | Travailliste |

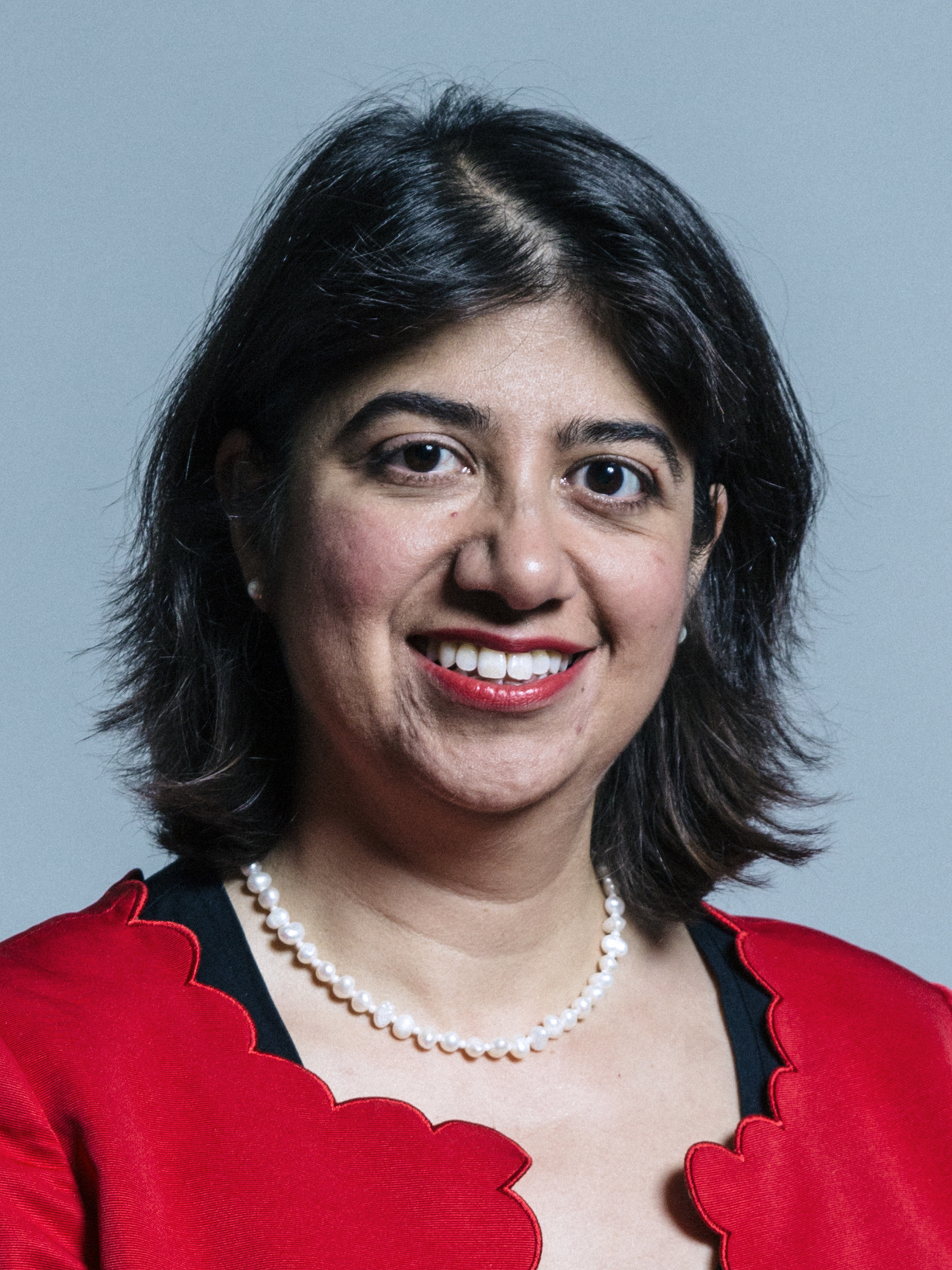
Seema Malhotra (2011-en cours)